# Ayane (cantora)
Ayane (彩音) é uma cantora japonesa de Saitama conhecida por cantar músicas de jogos e animes. Ela está ligada a 5pb. Ayane, anteriormente conhecida por seu nome verdadeiro como Junko Hirata, era membro da banda platoniX com Tatsuya "Tatsh" Shimizu.

## Biografia
Ela estudou piano e começou a escrever letras e dançar desde a infância Em 2004, ela lançou seu single de estreia, intitulado "Kizuna", que foi usado como tema de abertura para a série de anime de TV W Wish Seu primeiro sucesso moderado veio em 2007 com seu 5.º single, "Nageki no Mori", que foi usado como tema de abertura do jogo de PlayStation 2 Higurashi no Naku Koro ni Matsuri. e se tornou sua primeira entrada no Top 30 nas paradas da Oricon.
Em 2009, seu 8.º single "Lunatic Tears...", que foi usado como música tema para o jogo de computador 11eyes: Tsumi to Batsu to Aganai no Shōjo, recebeu grande aclamação e ganhou o Prêmio de Ouro na categoria de música tema no Bishojo Game Awards. Em 2014, ela lançou seu terceiro álbum de estúdio, Luminous Flux, e mais tarde lançou seu álbum comemorativo de 10.º aniversário Base Ten, para o qual ela incluiu versões rearranjadas de singles anteriores, covers de si mesma e covers de anime. Este ano, ela também foi convidada para vários eventos internacionais relacionados a anime e se apresentou ao vivo na Rússia, Estados Unidos e Taiwan.
Em novembro de 2016, seu 23.º single "Soul Buster" foi usado como música tema do anime coproduzido chinês-japonês de mesmo nome. Em 2019, ela comemorou o 15.º aniversário com o lançamento do EP de Dearest, cuja música principal foi usada como música tema do videogame Memories off -Innocent Fille-, e também realizou seu show de 15.º aniversário Ayane 15th Anniversary Live -for Dearest- no Club Seata em Kichijoji, Tóquio.
Em 2020, Ayane foi nomeada para interpretar a música tema de encerramento do anime Higurashi no Naku Koro ni Gou. Posteriormente, ela também interpretou o segundo tema de encerramento de Gou, e o tema de abertura da temporada final Higurashi no Naku Koro ni Sotsu em 2021.

## Discografia

### Singles
- KIZUNA～絆 (lançado em 20 de outubro de 2004)

1. KIZUNA～絆 — tema de abertura de anime W Wish
2. Fly away — tema de encerramento do jogo para PS2 W Wish

- ORANGE (lançado em 10 de novembro de 2004)

1. ORANGE — tema de abertura de jogo para PS2 Memories Off #5 Togireta Film
2. ロマンシングストーリー (Romancing Story) — tema de encerramento para o jogo de PS2Memories Off #5 Togireta Film

- ribbon (lançado em 2 de fevereiro de 2005)

1. ribbon — tema de abertura de jogo para PS2 Memories Off After Rain
2. After Rain — tema de encerramento para o jogo de PS2 Memories Off After Rain

- Film Makers (lançado em 29 de março de 2006)

1. Film Makers — tema de abertura de anime em formato OVA Memories Off #5 Togireta Film THE ANIMATION
2. 誰よりもきっと～for memories～ (Dare yori mo Kitto ~for memories~)
3. Film Makers (Concert Ver.) (gravado em 12 de fevereiro de 2006 no MemoOff Valentine Concert)[13]

- 嘆きノ森 (Nageki no Mori) (lançado em 22 de fevereiro de 2007)

1. 嘆きノ森 (Nageki no Mori) — tema de abertura de jogo para PS2 Higurashi no Naku Koro ni Matsuri
2. コンプレックス・イマージュ (Complex Image) — tema de encerramento para o jogo de PS2 Higurashi no Naku Koro ni Matsuri

- DOLPHIN☆JET (lançado em 25 de julho de 2007)

1. DOLPHIN☆JET — tema de abertura de anime Kenkō Zenrakei Suieibu Umishō
2. New Breeze — tema de encerramento para o jogo de PS2Umisho

- cloudier sky (lançado em 25 de janeiro de 2008)

1. cloudier sky — tema de abertura de anime 'AYAKASHI
2. WiSH ON TRUTH

- Lunatic Tears... (lançado em 7 de maio de 2008)

1. Lunatic Tears... — tema de abertura de jogo para PC 11 eyes
2. 忘却の剣 (Boukyaku no Tsurugi) — tema inserido do jogo para PC 11 eyes

- その先にある、誰かの笑顔の為に (lançado em 24 de dezembro de 2008)

1. その先にある、誰かの笑顔の為に (Sono Saki ni Aru, Dareka no Egao no Tameni) — tema de abertura de jogo para PSP Higurashi Daybreak
2. Key of Dream

- Endless Tears... (lançado em 1 de abril de 2009)

1. Endless Tears... — Xbox 360 game 11eyes CrossOver opening theme
2. 静かなる瞬間の中で (Shizuka naru Shunkan no Naka de)

- GRAVITY ERROR (lançado em 22 de abril de 2009)

1. GRAVITY ERROR — tema de abertura de jogo para PS2 Trigger Heart Exelica Enhanced
2. あの空の果てまで (Ano Sora no Hate Made) — tema de abertura para jogo de PSP Memories Off #5 Togireta Film

- Arrival of Tears (lançado em 21 de outubro de 2009)

1. Arrival of Tears — tema de abertura de anime 11eyes
2. 真実ヘの鎮魂歌 (Shinjitsu e no Requiem) — tema de abertura para jogo de PSP 11eyes CrossOver

- Angelic bright (lançado em 10 de março de 2010)

1. Angelic bright — tema inserido do jogo para Nintendo DS Higurashi no Naku Koro ni Kizuna IV
2. ただ流るるままに (Tada Nagaruru Mama ni) — tema de encerramento para o jogo de Nintendo DS Higurashi no Naku Koro ni Kizuna IV

- 十字架に捧ぐ七重奏 (lançado em 25 de agosto de 2010)

1. 十字架に捧ぐ七重奏 (Juujika ni Sasagu Shichijuusou) — tema de abertura de jogo para PC 11 eyes-Resona Forma-
2. 想い出はゆびきりの記憶へ (Omoide wa Yubikiri no Kioku e) — tema do encerramento verdadeiro do jogo para Xbox 360 Memories Off Yubikiri no Kioku

- Crest of Knights (lançado em 24 de agosto de 2011)

1. Crest of Knights — tema do jogo online Chevalier Saga Tactics
2. GO→Love&Peace — tema de encerramento para o jogo de PS3 Choujigen Game Neptune mk2
3. Fullmoon Rhapsody — tema inserido do jogo para PCOre no Kanojo wa Hito de Nashi

- cry out (lançado em 20 de junho de 2012)

1. cry out -  tema de abertura de anime Anime-TV em maio de 2012
2. Red Rose Evangel - som tocável no jogo arcade Taiko no Tatsujin
3. Reckless fire - música cover do tema de abertura s-CRY-ed

- いつもこの場所で (lançado em 24 de abril de 2013)

1. いつもこの場所で (Itsumo Kono Basho de) - tema de encerramento de Steins;Gate Fuka Ryouiki no Déjà vu
2. Foresight Oscillator

- フェノグラム (lançado em 29 de maio de 2013)

1. フェノグラム (Phenogram) - tema de abertura do jogo para PS3/Xbox 360 Steins;Gate: Senkei Kōsoku no Phenogram
2. かけがえのない想い　ずっと一緒に (Kakegae no nai Omoi Zutto Isshoni) - tema de abertura de Memories Off 6: Complete

- 幻術のクロスロード (lançado em 28 de agosto de 2013)

1. 幻術のクロスロード (Genjutsu no Crossroad) - tema de abertura de Disorder 6
2. パーフェクト☆クエスト (Perfect ☆ Quest) - tema de encerramento de Ultradimension Idol Neptune PP
3. パーフェクト☆クエスト Wall5 Remix (Perfect ☆ Quest)

- 邂逅のフェタリテート (lançado em 24 de novembro de 2013)

1. 邂逅のフェタリテート (Kaikou no Phetaritette) - tema de abertura do jogo para PS VITA Steins;Gate: Senkei Kōsoku no Phenogram
2. 掌の迷宮 (Shouchuu no Meikyuu)
3. GO→Love＆Peace Wall5 Remix

- Headway! Buccaneers / never GIVE up (lançado em 30 de julho de 2014)

1. Headway! Buccaneers - tema de abertura do jogo para PS VITA 爽海バッカニアーズ！ (Soukai Buccaneers!)
2. never GIVE up - tema de encerramento de Hyperdimension Neptunia Re;birth 2 Sister's Generation

### Álbuns
- ARCHIVE LOVERS (lançado em 25 de abril de 2007)

1. ORANGE — tema de abertura para jogo de PS2 Memories Off#5: Togireta Film
2. Private Place' — tema de abertura para jogo de PS2 Ryuukoku
3. アカシアの木の下で (Acacia no Ki no Shita de) — tema de abertura para jogo de PS2 Otome no Jijou
4. After Rain — tema de encerramento para jogo de PS2 Memories Off After Rain
5. ARCHIVE LOVERS
6. そよ風のシルエ (Soyokaze no Shirue) — tema de encerramento para jogo de PC Suika A.S+
7. Film Makers — tema de abertura de anime formato OVA Memories Off #5 Togireta Film THE ANIMATION
8. コンプレックス・イマージュ (Complex Image) — tema de abertura para jogo de PS2 Higurashi no Naku Koro ni Matsuri Kakera Asobi
9. To the Moon — canção inserida no jogo para PS2 I/O
10. 龍刻の彼方へ (Ryuukoku no Kanata e) — tema de encerramento para jogo de PS2 Ryuukoku
11. 嘆きノ森 (Nageki no Mori) — tema de abertura para jogo de PS2 Higurashi no Naku Koro ni Matsuri
12. カカシ(Orchestra ver.) (Kakashi (Orchestra ver.)) /  — tema de encerramento para jogo de PC Suika A.S+
13. ロマンシングストーリー (Romancing Story) — tema de encerramento para jogo de PS2 Memories Off #5 Togireta Film

- HYPER 萌 TRANCE～彩音～ (lançado em 25 de maio de 2007)

1. 月と夜空とホウキ星(トランスVer.) (Tsuki to Yozora to Houkiboshi (Trance Ver.)) —  tema de abertura para jogo de PC Yanezutai no Kimi e
2. ORANGE (トランスVer. (Trance Ver.))
3. To the Moon (トランスVer. (Trance Ver.))
4. Private place (トランスVer. (Trance Ver.))
5. コンプレックス・イマージュ(トランスVer.) (Complex Image (Trance Ver.))
6. Fractal Tree (トランスVer. (Trance Ver.))
7. Film Makers (トランスVer. (Trance Ver.))
8. アカシタの木の下で(トランスVer.) (Acacia no Ki no Shita de (Trance Ver.))
9. 嘆きﾉ森(トランスVer.) (Nageki no Mori (Trance Ver.))
10. ロマンシングストーリー(トランスVer.) (Romancing Story (Trance Ver.))
11. 魔女っ子メグちゃん(トランスVer.) (Majokko Megu-chan (Trance Ver.))

- ELEPHANT NOTES (lançado em 6 de agosto de 2008)

1. キミが居た証拠に (Kimi ga Ita Shouko ni) — tema de abertura para jogo de PS2 Memories Off #5 encore
2. Lunatic Tears... — tema de abertura para jogo de PC 11 eyes
3. DOLPHIN☆JET — tema de abertura de anime Kenkō Zenrakei Suieibu Umishō
4. Everlasting Sky — tema de encerramento para jogo de PS2 Que -Fairy of ancient leaf-
5. ribbon — PS2 game Memories Off After Rain opening theme
6. 太陽と海のメロディ (Taiyou to Umi no Melody) — canção inserida no jogo de PS2 Kono Aozora ni Yakusoku o- ~melody of the sun and sea~
7. 雫 (Shizuku) — tema de encerramento para jogo de PC Yanezutai no Kimi e
8. cloudier sky — tema de abertura de anime AYAKASHI
9. New Breeze — tema de encerramento para jogo de PS2 Umisho
10. Close Your Eyes — tema de encerramento para jogo de PC G Senjō no Maō
11. 君の描片～キミノカケラ～ (Kimi no Kakera)
12. KIZUNA～絆 — tema de abertura de animeW Wish
13. プリミディア (Purimidia)

- HYPER 萌 TRANCE II ～彩音～ (lançado em 23 de julho de 2009)

1. その先にある誰かの笑顔の為に(トランスVer.) (Sono Saki ni Aru, Dareka no Egao no Tameni (Trance Ver.))
2. ARCHIVE LOVERS (トランスVer. (Trance Ver.))
3. WiSH ON TRUTH (トランスVer. (Trance Ver.))
4. Private place (トランスVer. (Trance Ver.))
5. Drive on dragoon (トランスVer. (Trance Ver.))
6. DOLPHIN☆JET (トランスVer. (Trance Ver.))
7. Endless Tears... (トランスVer. (Trance Ver.))
8. キミが居た証拠に(トランスVer.) (Kimi ga Ita Shouko ni (Trance Ver.))
9. cloudier sky (トランスVer. (Trance Ver.))
10. Lunatic Tears... (トランスVer. (Trance Ver.))
11. 永遠のメモリーズ(トランスVer.) (Eien no Memories (Trance Ver.))
12. ハートのSEASON～cover(トランスVer.) (Heart no SEASON ~ Cover (Trance Ver.))

- Lyricallya Candles (lançado em 22 de dezembro de 2010)

1. Shining gate — Tema de abertura do show de TV Anison Plus em dezembro de 2010
2. GRAVITY ERROR — tema de abertura para jogo de PS2Trigger Heart Exelica Enhanced
3. あの空の果てまで (Ano Sora no Hate Made) — tema de abertura para jogo de PSP Memories Off #5 Togireta Film
4. 眼鏡な理由 (Megane na Wake) — tema de encerramento de anime em formato OVA Megane na Kanojo
5. Endless Tears... — tema de abertura para jogo de Xbox 360 11eyes CrossOver
6. Arrival of Tears — tema de abertura de anime 11eyes
7. ずっと一緒に　もっと遠くまで (Zutto Isshoni Motto Tooku made) — tema de encerramento para jogo de Xbox 360 Memories Off 6 Next Relation
8. 想い出はゆびきりの記憶へ (Omoide wa Yubikiri no Kioku e) — tema de encerramento verdadeiro para jogo de Xbox 360 Memories Off Yubikiri no Kioku
9. その先にある、誰かの笑顔の為に (Sono Saki ni Aru, Dareka no Egao no Tameni) — tema de abertura para jogo de PSP Higurashi Daybreak
10. Angelic bright — canção inserida no jogo para Nintendo DS Higurashi no Naku Koro ni Kizuna IV
11. 永遠の向こう (Eien no Mukou) — tema de encerramento para jogo de PC Kourin no Machi, Lavender no Shōjo
12. Drive on dragoon — Verokia Ryuukihei Monogatari
13. 十字架に捧ぐ七重奏 (Juujika ni Sasagu Shichijuusou) — tema de abertura para jogo de PC 11 eyes-Resona Forma-
14. ただ流るるままに (Tada Nagaruru Mama ni) — tema de encerramento para jogo de Nintendo DS Higurashi no Naku Koro ni Kizuna IV ending song
15. 真実ヘの鎮魂歌 (Shinjitsu e no Chinkonka) — PSP 11eyes CrossOver

- HYPER DANCE REMIX ～彩音～ (lançado em 26 de dezembro de 2012)

1. Arrival of Tears -void remix-
2. ribbon -toku(GARNiDELiA) Remix-
3. あの空の果てまで - mix de hino nostálgico - (Ano Sora no Hate Made)
4. Angelic bright -SHIKI Remix-
5. cry out -SWYK mix-
6. Crest of Knights -Contents are red mix-
7. GRAVITY ERROR -axsword remix-
8. 十字架に捧ぐ七重奏 -Solt Five Remix- (Juujika ni Sasagu Shichijuusou)
9. Fullmoon Rhapsody -naughty protein mix-
10. New Breeze -ju-ri-mix-
11. After rain -nh remix-
12. 1/3の純情な感情 -ju-ri-mix- (Sanbun no Ichi no Junjou na Kanjou)

- Base Ten (lançado em 8 de outubro de 2014)

1. KIZUNA ~絆 ~10th anniv.ver.~
2. STARLIGHT TWILIGHT
3. ribbon ~10th anniv.ver.~
4. Kamen no Shita no Ballad
5. Zankoku na Tenshi no Thesis
6. Sousei no Aquarion
7. Nageki no Mori ~acoustic ver.~
8. ORANGE ~acoustic ver.~
9. Complex Image ~acoustic ver.~
10. Next Relation

- Kamisama no Shindorōmu ~神様のシンドローム~ (lançado em 4 de novembro de 2020) [14]

1. Kamisama no Syndrome (Tema de encerramento do anime Higurashi no Naku Koro ni Gou)
2. Frustration (Tema de jogo gacha para mobile Higurashi no Naku Koro ni Mei
3. Kamisama no Syndrome Off-Vocal
4. Frustration Off-Vocal

## Prêmios
Bishojo Game Awards - Prêmio por Trilha Sonora Temática de 2008 - "Lunatic Tears" (* concedido por seu trabalho no game "11eyes").